# Luteranesimo

Il simbolo del luteranesimo, la Rosa di Lutero: la croce, il cuore e la rosa

Il luteranesimo è la prima confessione religiosa cristiana protestante nata in ordine di tempo dalla riforma iniziata da Martin Lutero, che si ispira a lui e ai teologi che ne raccolsero l'eredità, primo fra tutti il suo assistente Filippo Melantone, redattore degli articoli della fede luterana nella Confessione augustana.
La teologia luterana si sostiene su alcuni cardini (le cinque sola della Riforma) e afferma la non necessarietà dell'intercessione della Chiesa ai fini della salvezza dell'anima, considerata «un libero dono di Dio» (giustificazione) accordata all'uomo per sola fede nell'unico mediatore e redentore Gesù Cristo, senza l'ausilio delle opere della legge, in una particolare interpretazione del pensiero dell'apostolo Paolo e di Agostino, in quanto l'essere umano è assolutamente incapace di non peccare (teoria della depravazione totale) e non può sentirsi in colpa di ciò, ma può essere salvato solo da Dio se ha fede nella rivelazione di Cristo. 
Questa posizione è riassunta nel versetto latino iustus ex fide vivit, fondamento di base dell'intero protestantesimo; la confessione luterana sostiene inoltre che la fede cristiana si fonda sulla sola Bibbia, letta da ogni credente sotto l'ausilio dello Spirito Santo (sola scriptura), predicata anche da Ministri scelti dalla comunità, ma senza alcun ausilio di sacerdoti custodi della tradizione e soli interpreti autorizzati (sacerdozio universale dei credenti).
Dei sacramenti ne vengono conservati solo due: battesimo e Santa Cena, questa secondo un'interpretazione moderata della teoria della consustanziazione che ammette la presenza reale. Esistono inoltre alcune differenze riguardo l'escatologia, mentre l'etica sociale è differente a seconda che la Chiesa luterana in oggetto sia tradizionale (confessionale) o "liberale".
Si stima che nel mondo vi siano circa 75 milioni di fedeli luterani, perlopiù in Germania e Scandinavia.

## Generalità

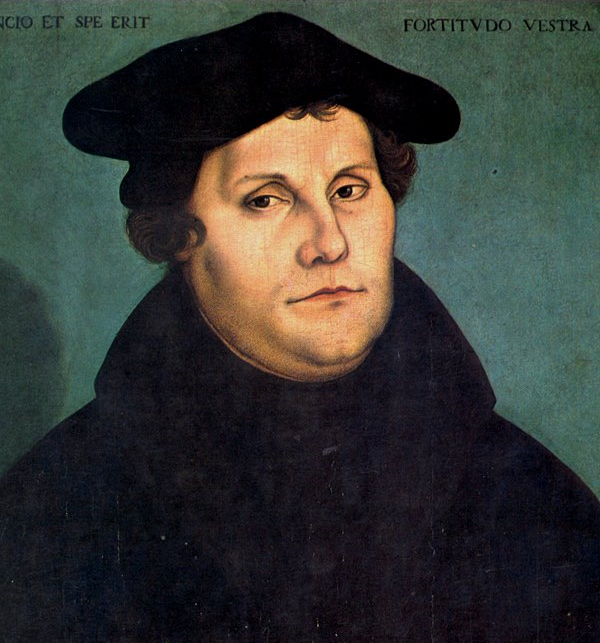
Lucas Cranach il vecchio, Martin Lutero nel 1529

Il luteranesimo inteso come teologia delle chiese evangelico-luterane è esposto in diversi scritti sistematici o confessioni di fede. Il primo testo (e di maggior impatto politico-religioso) fu quello redatto nel 1530 dal teologo e amico di Lutero Filippo Melantone, la Confessio Augustana, una esposizione moderata e priva di polemica (che caratterizzava invece gli scritti di Martin Lutero) delle dottrine riformate indirizzata all'imperatore cattolico Carlo V, in cui si rivendicava la continuità delle dottrine riformate con la Chiesa antica e la coerenza con le Sacre Scritture. Questa confessione, insieme ad altri scritti, fu presentata nel 1530 durante la Dieta di Augusta e divenne la base teologica e dogmatica delle chiese luterane. Lutero relegava in un'apposita appendice, in quanto non facenti parte del Canone ebraico, i Libri deuterocanonici (Baruch, Tobia, Giuditta, Sapienza, Ecclesiastico, Maccabei I e II).
Il luteranesimo fu riconosciuto come religione "istituzionalizzata" nel Sacro Romano Impero con la pace di Augusta, che sancì il principio del cuius regio, eius religio, cioè la possibilità per i sudditi dell'Impero di praticare la religione cattolica o quella della Confessio Augustana (ad esclusione di ogni altra), nel caso dovesse coincidere con quella del principe cui erano sottoposti. In caso contrario, era riconosciuto il diritto di emigrazione.
Il luteranesimo si diffuse in quasi tutti gli Stati germanici, in Danimarca (1536), in Svezia (1527-1540), in Norvegia (1537), in Islanda (1540-1552), Finlandia e in Estonia (1686). In Scandinavia ebbe un carattere più tradizionalista, favorito dalle monarchie, mantenendo molte delle strutture ecclesiastiche cattoliche, in particolare l'episcopato.
Nella seconda metà del secolo la sua diffusione ebbe un rallentamento, mentre appariva più dinamico, fra le religioni riformate, il calvinismo, diffusosi nelle Fiandre, nei Paesi Bassi, in Ungheria, in Boemia, in Polonia e in Moravia. Anche il cattolicesimo, dopo il concilio di Trento, ebbe una ripresa in Germania.

## Teologia della chiesa luterana
Dopo la morte di Lutero, si ebbero numerose dispute all'interno dello stesso luteranesimo, che portarono ad aspri dibattiti. La prima disputa fu tra i seguaci dell'ortodossia rigida, tra cui Flacio Illirico, e i melantoniani, a causa dell'adesione all'Interim di Augusta. I principi, dignitari e teologi fedeli alle originali confessioni e dottrine luterane, da loro sottoscritte, raggrupparono e pubblicarono nel 1580 i loro vari documenti confessionali sotto il titolo Liber Concordiae, in cui esponevano la loro dottrina e condannavano le dottrine divergenti. I luterani che sottoscrivono al Libro di Concordia "perché è completamente fedele alle dottrine delle Sacre Scritture" (sottoscrizione "quia") solitamente si identificano oggi come "luterani confessionali". Altri sviluppi alternativi al luteranesimo rigido furono rappresentati dal pietismo (XVII secolo) e dal protestantesimo liberale (XIX secolo).
A fondamento del luteranesimo stanno i cinque sola (della Riforma), cinque formule sintetiche in lingua latina, emerse durante la Riforma protestante, che riassumono, in modo espressivo e facile da rammentare, i punti fondamentali del suo pensiero teologico. Si può dire che esse rappresentino il cuore stesso del protestantesimo, i criteri che ne definiscono l'identità, le sue colonne portanti.

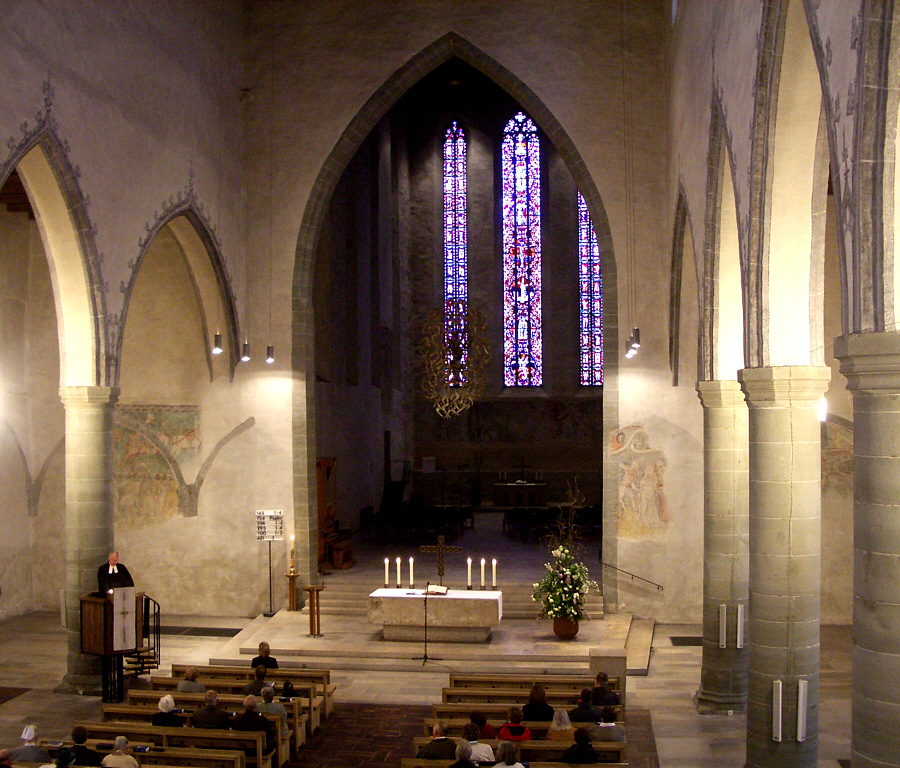
Predica durante un servizio divino

Inizialmente proposti in contrapposizione al pensiero e alla prassi del cattolicesimo romano del tempo, i cinque "sola" della Riforma ancora sono utilizzati per riaffermare l'esclusivismo fondamentale della fede protestante rispetto a posizioni diverse del panorama religioso.
I cinque "sola" della Riforma sono composti da: 
1. Sola scriptura (con la sola Bibbia o libero esame);
2. Sola Fide (con la sola fede);
3. Sola Gratia (con la sola grazia);
4. Solus Christus (soltanto Cristo);
5. Soli Deo Gloria (per la gloria di Dio solo).

Queste espressioni possono essere raggruppate in questo modo: "Fondati sulla sola Scrittura, affermiamo che la giustificazione è per sola grazia, attraverso la sola fede, a causa di Cristo soltanto, e tutto alla sola gloria di Dio".
Rifiutando il valore delle opere senza fede, i luterani respingono l'ascetismo (ad eccezione dei pietisti), il celibato ecclesiastico, il monachesimo, e come gli ortodossi pongono l'accento sulla Risurrezione di Gesù dalla morte più che sulla Passione, a differenza di parte della tradizione cattolica; respingono la dottrina della comunione dei santi e dell'intercessione, il culto in questo senso dei santi (visti solo come modelli), la venerazione della Vergine Maria, la mediazione della Chiesa, la venerazione di statue e icone, i miracoli in senso cattolico (per intercessione) e il culto delle reliquie, come attività non utili a ottenere la salvezza, superstizioni "papiste" o forme di religiosità popolare di tipo pagano e non evangelico. A differenza dell'iconoclastia della chiesa riformata calvinista, i luterani non vietano l'esposizione di immagini nei luoghi di culto. 
Martin Lutero non abolì mai formalmente la venerazione delle immagini; Lutero riteneva che era impossibile per gli esseri umani evitare d'immaginare nella propria mente l'aspetto fisico di Gesù, per ciò non vedeva nessuna differenza tra i pensieri e le opere d'arte a soggetto religioso. L'unica cosa a cui si opponeva era la sostituzione delle immagini con Dio, cioè l'adorazione vera e propria degli oggetti, che è assolutamente vietata nelle chiese luterane.
Attualmente i luterani hanno ripreso in buona considerazione il ruolo di Maria in quanto madre di Gesù, sebbene non la venerino e non la ritengano partecipe dell'opera salvifica di Dio (rifiuto della corredenzione), dal momento che Maria è solo un essere umano. Inoltre, non credono al dogma della verginità di Maria perpetua, sostenendo, a volte, che abbia in seguito avuto dei figli da Giuseppe (i cosiddetti fratelli di Gesù che compaiono sporadicamente nei Vangeli). 
I luterani non venerano santi o immagini riguardanti i soggetti religiosi, nonostante il fatto che nel calendario luterano vengano ricordati come "santi" i nazareni del Nuovo Testamento, i padri della Chiesa con i martiri e le personalità più importanti della Riforma protestante storica, e nelle loro chiese possono esserci varie decorazioni, pitture, statue o croci.

### Il servo arbitrio
Secondo Lutero l'uomo è completamente immerso nel peccato e non ha alcuna possibilità di redimersi con le sue sole forze. Soltanto la giustificazione mediante la sola fede lo può salvare. Poiché Dio ordina tutto, l'essere e l'agire umano compresi, non vi è posto per il libero arbitrio che comprometterebbe la meritorietà del credente.
L'arbitrio umano o è servo del demonio o è servo di Dio. Non sfuggì a Lutero, pessimista a causa del pensiero del peccato originale, il profondo e radicale scetticismo nei confronti dell'uomo e l'inconciliabilità della predestinazione con la bontà del Creatore. La sua risposta fu la proclamazione del Mistero della volontà di Dio.

### La Sacra Scrittura come unica fonte
In materia di fede l'unico riferimento per il cristiano è costituito dalla Bibbia (il principio della sola scrittura), e nessuno ha il diritto di proclamarsi esclusivo interprete del sacro testo.
Tra la Bibbia ed i singoli fedeli non deve esistere alcuna mediazione. Ogni singolo fedele è chiamato a rafforzare la propria fede studiando direttamente la Scrittura sotto la guida dello Spirito Santo. Oltre alle conseguenze di carattere teologico, questo principio mette in discussione il primato del papa sulla Chiesa, che viene considerato di diritto umano e non divino, e che all'epoca di Lutero era considerato totalmente corrotto.

### Il sacerdozio universale

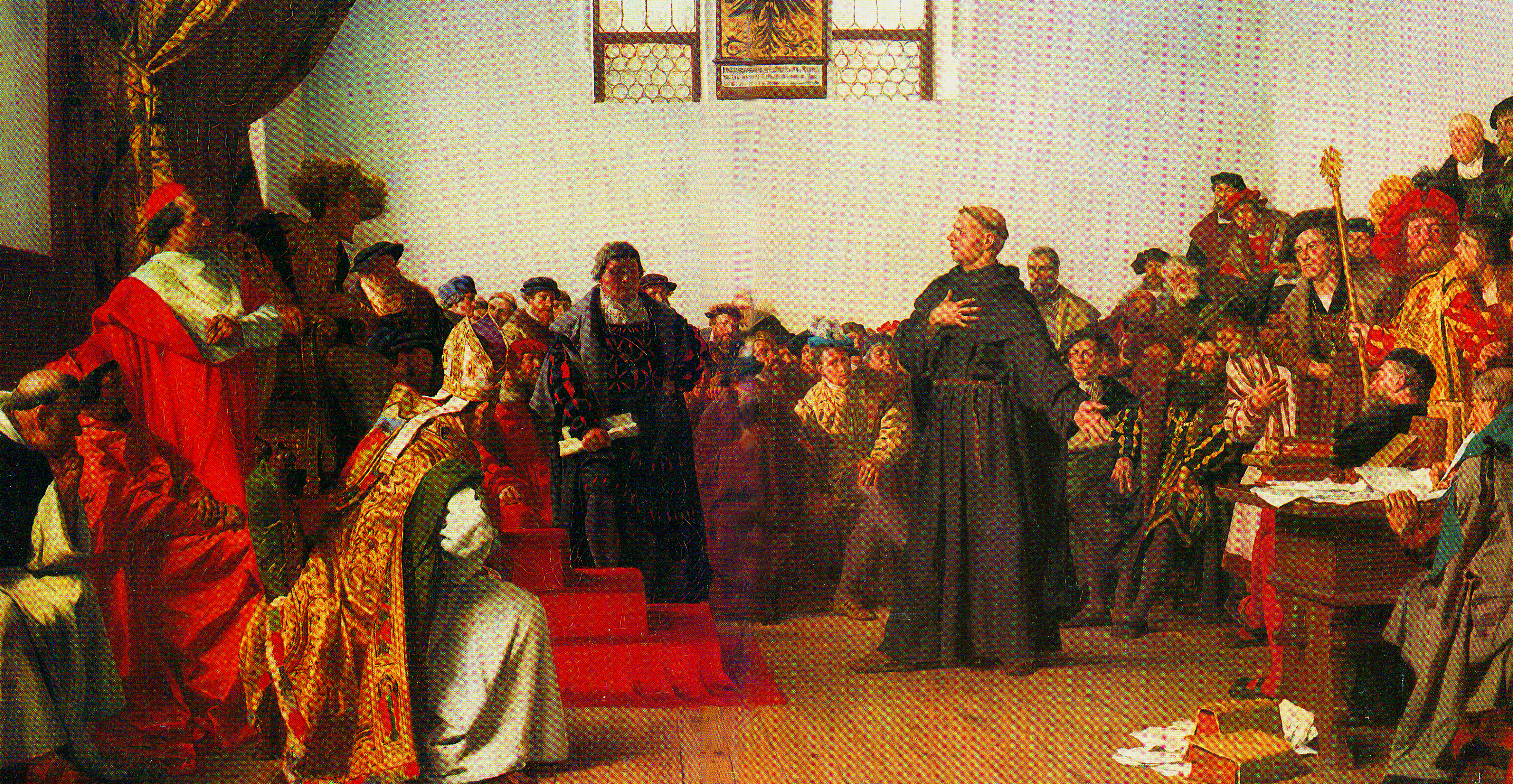
Lutero alla Dieta di Worms, dipinto di Anton von Werner, 1877

Ogni credente è sacerdote per se stesso - il principio del sacerdozio universale dei credenti - e può accedere direttamente alla scrittura. Le comunità luterane sono guidate da pastori (che possono sposarsi) e vescovi - uomini o, in alcuni gruppi liberali, donne (le donne a partire dal XX secolo), eletti dalla comunità (ossia dai membri ufficiali della chiesa locale che contribuiscono anche finanziariamente alle spese) - aventi il compito di istruire i fedeli, predicare e celebrare i sacramenti, e cioè battesimo e Santa Cena (cioè l'Eucaristia), da Lutero chiamata "Sacramento dell'altare". 

Il matrimonio non è considerato un sacramento, quindi i luterani ammettono il divorzio civile.
Nondimeno il ministero ecclesiastico riveste grande importanza, in quanto ad esso è affidato il compito di predicare la parola di Dio e di amministrare i sacramenti, nettamente distinto dall'autorità civile.
(Confessio Augustana XVIII)
 Mentre alla chiesa veniva riconosciuto il "potere delle chiavi", si elaborò la dottrina secondo la quale il principe era il "custos utriusque tabulae", cioè il custode di entrambe le tavole (del Decalogo), quella relativa ai doveri verso Dio e quella con i doveri verso gli uomini.

### La confessione
La confessione e l'assoluzione dei peccati sono richieste per la comunione, ma non è richiesta l'enumerazione di tutti i peccati commessi. Nel Piccolo catechismo Lutero scrive che «la Confessione è composta da due parti: la prima, che noi confessiamo i nostri peccati; l'altra, che noi riceviamo l'assoluzione, o il perdono, dal confessore, come da Dio stesso, e che in nessun modo noi dubitiamo, ma crediamo fermamente, che i nostri peccati sono pertanto perdonati davanti a Dio in cielo».
Solitamente i luterani formulano un Rito Penitenziale durante la celebrazione eucaristica, così come i cattolici. La confessione privata non viene praticata dai luterani in modo così frequente rispetto ai cattolici, ma è incentivata come pratica volontaria. Di solito si usa confessarsi in privato prima di fare la prima comunione. Alcune chiese concedono anche l'assoluzione individuale il sabato prima della Santa Messa. I luterani non enfatizzano la "penitenza" come la retribuzione dei propri peccati ma come la proclamazione del perdono di Dio dal ministero "chiamato e ordinato" del Vangelo.

### La giustificazione
(Confessione augustana, La fede, IV)
La teoria della giustificazione per Fede in Cristo e nella sua missione redentrice, e non per opere, è la base e il fondamento del protestantesimo luterano. Per Lutero esso è articulus stantis vel cadentis ecclesiae ("articolo di fede per cui la Chiesa sta in piedi o cade"), e una Chiesa che non lo accoglie è a malapena cristiana.

#### Lutero e riformatori
Quando il Rinascimento fa riscoprire agli studiosi ed ai teologi il testo originale greco del Nuovo Testamento e mette nuovamente in risalto il significato dell'individuo, si apre così la strada al contributo più vitale di Martin Lutero alla teologia della Riforma protestante, la sua riscoperta, dopo un drammatico travaglio interiore, dell'enfasi posta dall'apostolo Paolo sul fatto che la giustificazione è un dono della misericordia di Dio, il quale mette a nostro carico, ci accredita, ci imputa, la giustizia di Cristo attraverso la fede, altrimenti impossibile da meritare a causa della natura umana rovinata dal peccato originale (teoria della depravazione totale), in quanto il trasgressore di un piccolo punto della legge, pur in possesso di un libero arbitrio mutilato (servo arbitrio), sarebbe trattato, senza fede, come il trasgressore maggiore. 

##### Iustus ex fide vivit
(Martin Lutero, Breviario)
Le opere sono possibili e utili solo se c'è la fede (e possono esserne il segno esteriore), che comunque basta alla giustificazione. In questo caso, il riformatore elogia chi le compie:
(M. Lutero, op. cit.)
La dottrina, dichiarata eretica, e l'opposizione tramite le 95 tesi alla vendita delle indulgenze promossa dal papato, che agì condannando e scomunicando i luterani,  furono la causa della rottura dei protestanti con la Chiesa cattolica, e la nascita della riforma protestante tra il 1517 e il 1521.
Lutero, come ex monaco agostianiano, è anche molto attento alla dottrina della grazia di Agostino, mentre è avverso alla concezione di Tommaso d'Aquino. I passi paolini da cui Lutero trasse inizialmente la sua teoria della giustificazione per sola fede, base del luteranesimo, sono i seguenti:
(Lettera ai Romani 3,23-24)
(Lettera ai Romani 3,28)
(Lettera ai Romani, 1, 16-17)
Lo colpirono particolarmente anche i passi che affermavano la stessa dottrina in altre lettere:
(Lettera agli Ebrei 10,38)
(Lettera ai Galati 3,11)
Tutti questi passi del Nuovo Testamento avevano origine in un versetto dell'Antico Testamento:
(Libro di Abacuc 2,2-4)
La frase latina della Vulgata che traduceva il passo citato da Romani ed Ebrei «iustus autem meus ex fide vivit» ("il mio giusto vivrà per fede"), abbreviata in «iustus ex fide vivit» ("il giusto per fede vivrà"), divenne il pilastro delle professioni di fede riformate e dell'intero luteranesimo.

##### Altri passi sulla giustificazione
Altri passi biblici, anche se apparentemente contraddetti da altri (ad esempio la Lettera di Giacomo, per Lutero una "lettera di paglia" poiché breve e priva di cristologia secondo lui, pur non escludendola infine dal canone della Bibbia protestante; o certi passi della Lettera agli Efesini, o del discorso della montagna: si noti che per Lutero essi sono modelli di perfezione ma che l'uomo non può raggiungere senza grazia e fede a lui concessi, ossia trattasi di un modello ideale non conseguibile dalle sole forze umane), che riguardano secondo Lutero la giustificazione per sola fede sono diverse lettere paoline e passi evangelici, e Lutero studiò e ricercò questi versetti e altri, per provare la teoria dedotta dai passi precedenti, per cui le opere sono solo complementari e non fondamentali come la fede, credendo di trovare nell'intera Bibbia la conferma della sua idea sulla giustificazione per sola fide:
(Lettera ai Romani 5,1)
(Lettera ai Romani 10,9)
(Lettera ai Galati 2,16)
(Lettera ai Galati 3,23-25)
(Lettera agli Efesini 2,8-9)

##### Passi specifici del Vangelo
I passi evangelici sono diretti discorsi di Gesù nei Vangeli:
(Marco 16,15-16)
(Giovanni 6,28-29)
(Giovanni 5, 24)
Ci sono poi passi evangelici come quelli dove Gesù promette la salvezza o effettua miracoli verso persone che hanno come solo merito l'avere fede, che mostrano secondo i riformati la giustezza dell'enfasi paolina sulla virtù della fede come superiore alle opere, ad esempio:
(Matteo, 15,28)
(Marco, 10,51-52)
(Luca, 18,42)
(Marco 11,23)
(Luca, 17,6)
(Giovanni, 11,25-26)
E sul ruolo, di derivazione teologica agostiniana, della fede come dono gratuito e libero (predestinazione) e non merito umano (alcuni dei passi utilizzati poi nel calvinismo per sostenere la doppia predestinazione):
(Giovanni, 6,44)
(Marco, 10, 24-27)

##### La giustificazione nella Confessione augustana
L'articolo fondamentale dei Riformatori sulla giustificazione per fede conosciuto come sola fide (secondo dei cosiddetti cinque sola della Riforma), enunciato prima da Lutero, reiterato poi da Filippo Melantone, e più tardi da altri predicatori e riformatori protestanti come Giovanni Calvino, Ulrico Zwingli, John Wesley e Charles H. Spurgeon, venne sottoposto ad anatema, come eresia, dalla Chiesa cattolica durante il Concilio di Trento, in favore della concezione medievale di ispirazione tomista in cui fede e opere vengono messe sullo stesso piano, e la sola fede non è ritenuta sufficiente senza adeguate opere, tramite i sacramenti e i sacerdoti come intermediari.
Essa fu sancita tra i fondamenti della Riforma nel documento della Confessione augustana, preparato da Melantone: 
(Confessio augustana)

#### L'equivoco delpecca fortiter
Per rassicurare il timoroso e preoccupato Melantone, Lutero gli avrebbe suggerito un paradosso che insiste sul valore della fede sulle opere: "pecca con vigore, e credi ancora più fortemente" (pecca fortiter et crede fortius), sullo stile del motto agostiniano ama e fa' ciò che vuoi. Il senso fu distorto spesso dagli antiluterani cattolici in "pecca più che puoi", accusando Lutero di cripto-libertinismo o antinomismo, ma si tratta in realtà di un'iperbole estrapolata: "pecca pur fortemente (perché essendo uomo non puoi non peccare) ma ogni volta credi sempre di più" è il senso che si inquadra bene nella teoria luterana di servo arbitrio e depravazione totale. La frase si trova in una lettera:
(Lutero a Melantone nel 1521)

#### Luterani moderni

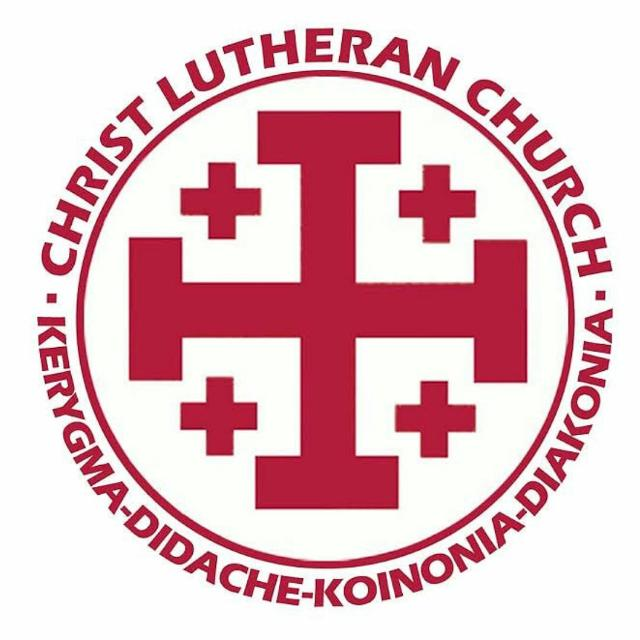
Un logo utilizzato da alcune Chiesa Evangeliche Luterane

La Chiesa evangelica luterana in Italia (di lingua tedesca e minoritariamente bilingue), assieme alla Chiesa Protestante Unita (di lingua italiana e inglese) la principale Chiesa luterana italiana, riassume la posizione sulla giustificazione così: 
Vista per lungo tempo come segno di distinzione del Protestantesimo, la Dottrina della giustificazione viene ormai confermata anche dalla Chiesa cattolica. Al riguardo, nel 1999, la Federazione luterana mondiale e la Chiesa cattolica-romana hanno sottoscritto una Dichiarazione congiunta.»
Nella teologia protestante posteriore alla Riforma, il tema della giustificazione è trattato in modo vario. L'enfasi di base del Protestantesimo non è mai del tutto oscurata ma i calvinisti particolarmente sotto l'influenza della Teologia federale, insistono sulla contesa dottrina della giustificazione eterna, altri minimizzano la fede a spese della grazia o viceversa. Altri ancora la includono nella categoria più vasta della riconciliazione. Albrecht Ritschl insegna che è la comunità dei credenti ad essere oggetto della giustificazione, sollevando così la questione dell'interdipendenza di giustificazione, battesimo e Spirito Santo.

### Escatologia
I luterani credono generalmente nel Paradiso, nell'Inferno, nel giudizio universale e nella resurrezione dei corpi, tuttavia con differenze significative e diverse interpretazioni teologiche a secondo delle epoche e dei teologi. Lo stesso Lutero diede insegnamenti a volte contrastanti, anche come evoluzione della dottrina, sicché in alcuni passi utilizza la parola Inferno come luogo reale, altre volte lo descrive come luogo demoniaco, ma per gli esseri umani solo una metafora di sonno eterno e quindi "mancata risurrezione dai morti" in corpo e anima, (e non luogo reale) a causa di mancata fede.
Per cui non esisterebbe una pena eterna, ma solo una morte eterna oppure la risurrezione nella beatitudine.
La dottrina del Purgatorio è invece respinta dalla Confessione Augustana benché inizialmente Lutero vi credesse. Le credenze sono state assai discusse dai protestanti di diverse confessioni.
Lo stesso Martin Lutero affermò appunto, inizialmente, di credere nel purgatorio e perfino nel fuoco purgatoriale (e nella sopravvivenza immediata dell'anima: «l'anima non dorme ma è sveglia e vede e ascolta le parole degli angeli e di Dio»), visioni della Tradizione della Chiesa cattolica ma che non fanno parte della sua dottrina definita. Anche in tempi più recenti alcuni teologi protestanti sostengono dottrine simili a quella cattolica del purgatorio. Altri protestanti escludono il Purgatorio e addirittura l'aldilà in favore della sola resurrezione, la cosiddetta "visione beatifica differita" (dai più ritenuta un'eresia e tipica ad esempio degli Avventisti del Settimo Giorno e dai Testimoni di Geova) ma in una forma attenuata, basandosi su altri passi dello stesso Lutero, in cui il riformatore contraddice quanto scritto in precedenza definendo il Purgatorio "una pura fantasmagoria", in questo convergendo con Giovanni Calvino, in quanto sminuirebbe i meriti del sacrificio di Cristo.
Sulla base di questi scritti luterani e valdesi (i quali hanno accolto molte tesi del luteranesimo e del calvinismo) preferiscono non esprimersi sull'esistenza attuale delle anime, preferendo dire che vivono nell'eternità, dimensione diversa dal nostro presente e dal tempo umano, propria di Dio. In questi scritti Lutero riprende la dottrina della visione differita traendola dall'espressione paolina secondo cui i morti "dormono in Cristo" (teoria del sonno in Cristo, nell'eternità di Dio):
(Martin Lutero)
Lutero, riferendo della morte di Abramo, e della parabola lucana di Lazzaro e del ricco Epulone, afferma che il «seno di Abramo» è stato sostituito dal «seno di Cristo», dove le anime dormono in pace, come è detto, fino al giorno del giudizio. Non ci è dato sapere altro se non che «le anime non soffrono delle pene dell'inferno, ma è a loro preparato un cubicolo nel quale dormano in pace», mentre la «stoltezza dei papisti» ha inventato addirittura cinque diversi luoghi "presenti" per le anime dei morti, ossia l'inferno, il limbo dei bambini, il purgatorio, il limbo dei patriarchi, il paradiso e l'aperto cielo. Dopodiché saranno giudicati e giustificati (oppure no) secondo la Fede. Mentre i corpi dormono nel loro sepolcro, l'anima va in un particolare luogo, che contiene tutte le anime, quasi un sepolcro fuori dal nostro mondo materiale, così come la terra è invece la tomba del corpo.
Nel frattempo anche «i santi dormono e non sanno quello che succede», quindi una posizione contraria alla comunione dei Santi. In realtà poi Lutero e Melantone approvarono alcune preghiere per i defunti e non proibirono il culto dei morti.
Anche il teologo anglicano Francis Blackburne (1705-1787) ritiene che Lutero considerasse l'immortalità dell'anima una «fola basata soltanto sui decreti del papa», come risulta nella Assertio in risposta alla condanna delle 95 tesi da parte di Leone X (nel 1520 con la bolla Exsurge Domine, pubblicamente data alle fiamme dal riformatore assieme al Corpus Iuris Canonici), in cui Lutero definisce letteralmente l'immortalità dell'anima «una delle infinite fole del letamaio dei decreti romani». Commentando l'Ecclesiaste (IX, 10) - «nel soggiorno dei morti dove vai, non c'è lavoro, pensiero, conoscenza o sapienza» - Lutero deduce che i morti dormano e nulla sentano ma giacciano finché, risvegliati, crederanno di aver dormito un solo istante. In ogni caso, sul problema del sonno delle anime Lutero si era espresso in modo specifico in una lettera inviata al teologo Nicolaus Amsdorf il 13 gennaio 1522: in essa dichiarava «di non saperne abbastanza per poter rispondere» e nella letteratura biblica si potevano trovare esempi contrastanti sulla questione, così che «nessuno sa che cosa Dio faccia delle anime separate». Alla fine della sua vita, secondo la testimonianza di Johann Sleidan, Lutero avrebbe sostenuto che, nell'altra vita, riconosceremo i nostri parenti «quando saremo rinnovati per Cristo», espressione che rimanda la coscienza delle anime al giorno della resurrezione.
Alcuni critici pensarono che questa posizione luterana a volte contraddittoria ma anche secca sull'immortalità dell'anima senza corpo o meglio l'autocoscienza dell'anima distaccata (la quale viene messa in dubbio, cosiddetta tanatopsichia, cioè morte temporanea o sonno dell'anima assieme al corpo) e sul Purgatorio sia stata istituzionalizzata da Lutero in sola funzione di vietare il culto dei santi e soprattutto eliminare la detestata vendita delle indulgenze.

### Protestantesimo liberale moderno
Il liberalismo teologico, infine, diffonde l'idea che l'atteggiamento che Dio oggi manifesta verso l'umanità è quello di affetto paterno generalizzato e che questo non sia condizionato da ciò che esigeva la Sua legge. Per questo l'interesse nella giustificazione dei peccatori da parte del Giudice divino è sostituito dal pensiero del perdono generoso e della riabilitazione che Dio accorderebbe come Padre a tutte le Sue creature (ripresa della teoria dell'apocatastasi, una visione eretica per i cattolici ma non per la Chiesa ortodossa). Questa visione "liberale" (che relega alla situazione politica contingente e al retaggio teologico medievale alcuni eccessi del riformatore e condanna anche l'antisemitismo espresso da Lutero in vecchiaia) è molto viva tra i protestanti europei e in particolari nei luterani e in chi segue la Confessio augustana, sebbene politicamente i singoli fedeli sono schierati ovviamente in posizioni diverse nell'arco partitico tedesco e nordico.

### Ecumenismo e sintesi luterano-cattoliche
(Dichiarazione congiunta (cattolica e luterana) sulla dottrina della giustificazione a tutti i cristiani ortodossi della terra e delle isole)
Tra i primi tentativi ecumenici vi fu il dialogo tra protestanti (luterani compresi) e cattolici francescani nel XIX secolo, che portò a forme di spiritualità francescana nel Protestantesimo.
Nel XX secolo il teologo cattolico "progressista" Hans Küng, vicino a posizioni filo-protestanti e critico dell'infallibilità papale, che fu uno dei sostenitori delle interpretazioni più radicali nel Concilio Vaticano II, ha sostenuto che le differenze fra la concezione cattolica e quella protestante sono largamente immaginarie e quindi è possibile una loro riconciliazione grazie all'ecumenismo. La maggioranza delle Chiese Luterane (riunite nella Federazione Luterana Mondiale) e la Chiesa Cattolica nel 1999 hanno come detto redatto una "Dichiarazione congiunta" durante il pontificato di Giovanni Paolo II.
Pur senza rimuovere l'anatema lanciato sulla Riforma dal Concilio di Trento, vi è stato un significativo avvicinamento tra i due antichi nemici, la Chiesa Romana e la Chiesa Luterana in seguito al Concilio Vaticano II (1962-65) sotto i pontificati di Giovanni XXIII e Paolo VI, i primi pontefici a promuovere un ampio ecumenismo e dialogo interreligioso.
Nel XXI secolo, sia papa Benedetto XVI (teologo e oppositore di Küng) nel 2008 e papa Francesco nel 2016 hanno sostenuto la validità teorica della dottrina della giustificazione per fede, e le poste vaticane hanno emesso un francobollo commemorativo di Lutero e Melantone per i 500 anni della Riforma nel 2017; queste aperture sono state accolte dalla maggioranza della Chiesa, appoggiate apertamente dai cattolici progressisti ma sono state oggetto di polemiche da parte dei cattolici tradizionalisti anti-conciliari, una piccola minoranza molto attiva in alcuni ambienti di estrema destra e sul web.
Francesco ha definito, durante un viaggio in Svezia per il suddetto anniversario (31 ottobre 1517, a 500 anni dall'affissione delle 95 tesi), a suo avviso un "errore" il mancato dialogo con i critici protestanti sulle indulgenze, dialogo rotto con l'ultimatum dell'Exsurge Domine (1520), e anche la scomunica comminata a Lutero con la bolla Decet Romanum Pontificem (1521), affermando la volontà di dover riconciliare lo scisma per cui entrambe le Chiese si considerano eretiche, come già avvenuto con gli ortodossi in seguito all'annullamento delle reciproche scomuniche tra Chiesa cattolica e il Patriarcato di Costantinopoli. Papa Bergoglio e gli esponenti luterani tra cui il vescovo Munib Younan e il pastore Martin Junge presidente e segretario generale della Federazione luterana mondiale (FLM), e l'arcivescova Antje Jackelén, primate di Svezia, hanno sottoscritto un documento ecumenico intitolato Dal conflitto alla comunione a margine della commemorazione e celebrazione. Secondo il pontefice "oggi protestanti e cattolici siamo d’accordo sulla dottrina della giustificazione: su questo punto così importante Lutero non si era sbagliato". Anche i luterani e i protestanti in genere hanno riflettuto a loro volta, alla luce della loro dottrina, su argomenti apologetici cattolici come la scommessa di Pascal.
Molti tradizionalisti o semplici conservatori come il Prefetto emerito della Congregazione per la Dottrina della Fede, il cardinale Gerhard Ludwig Müller, hanno criticato quello che definiscono modernismo, protestantizzazione della Chiesa (specialmente sotto il pontificato di Francesco), criptoprotestantesimo o filoprotestantesimo, per cui molti cattolici, sia laici che sacerdoti e prelati, avrebbero di fatto accettato le tesi della riforma e specialmente del luteranesimo liberale moderno come: l'apertura al mondo, l'enfasi sulla fede più che sulle opere (il sola fide dichiarato eretico a Trento) e la salvezza più "facile" (tra l'altro teoria derivata da teologi e mistici cattolici moderni e non da protestanti, ad esempio l'idea chiamata comunemente "inferno vuoto", basata sulle visioni di Adrienne von Speyr e le idee di Hans Urs von Balthasar) considerata un lassismo morale, nonché implicazioni etiche come l'accettazione di temi ostici per la dottrina (ad esempio il divorzio e il secondo matrimonio, gli omosessuali, la sessualità non procreativa e un maggior ruolo delle donne), diffusa tra i fedeli, ma con alcune aperture in questo senso anche di vescovi e dello stesso papa. Molti rappresentanti e membri delle Chiese luterane vedono invece in ciò un'implicita ammissione della verità delle tesi della Riforma o comunque un segno di rispetto verso i luterani e i riformati di oggi.
La validità delle categorie forensi riguardo alla giustificazione, in senso processuale, per esprimere il rapporto salvifico fra Dio e le creature umane è stata invece negata ampiamente dai teologi ecumenici progressisti, sostenendo che esse neghino la qualità personale di questo rapporto. La giustificazione è stata accantonata impazientemente da John Macquarrie come "un termine arcaico" e, a suo dire, il suo significato sarebbe stato nel passato "largamente esagerato".

## La liturgia

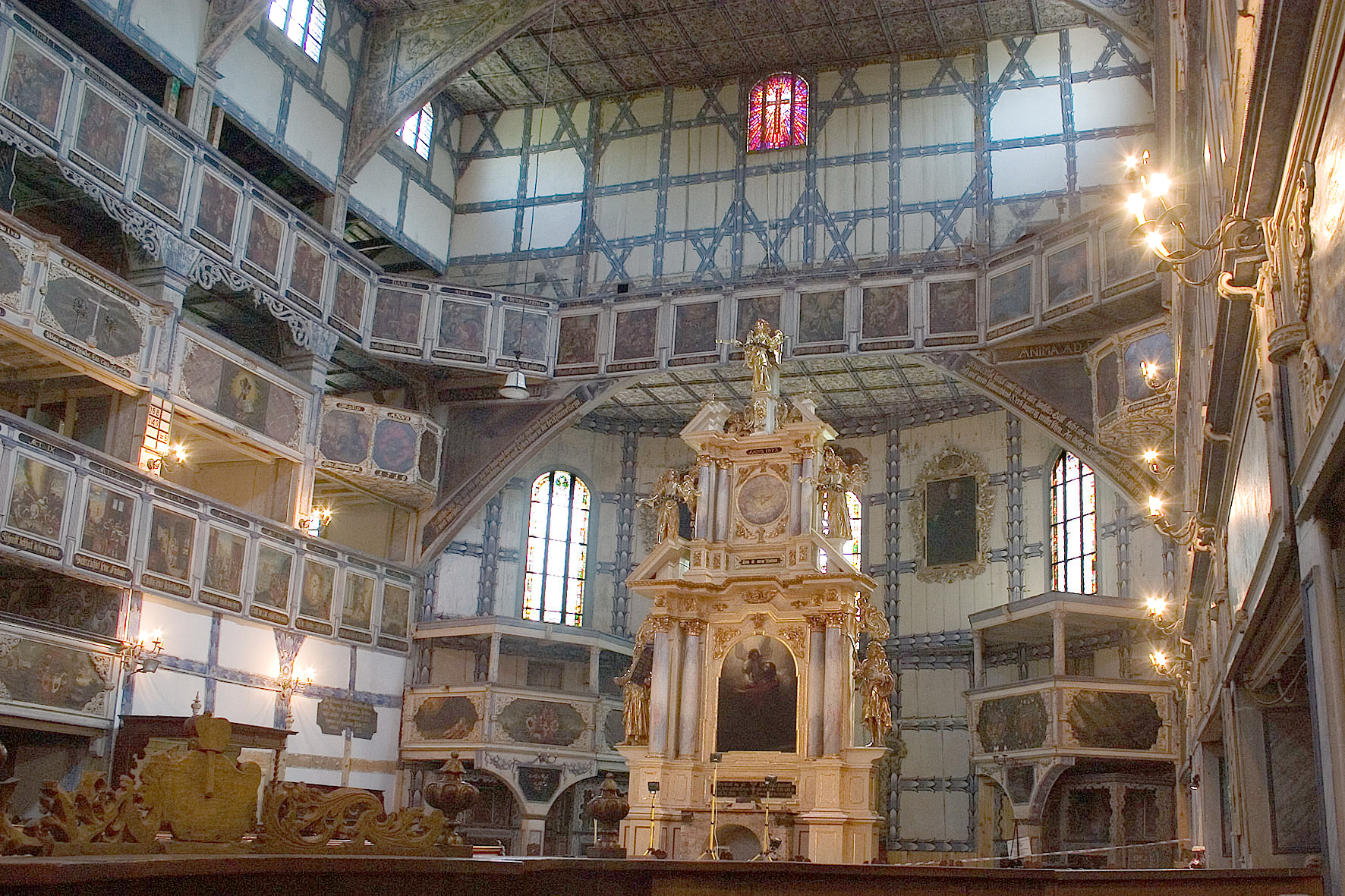
Una delle Chiese della Pace in Jawor (Polonia) - Patrimonio dell'umanità UNESCO

Il nucleo del servizio divino è costituito dall'eucaristia (Santa Cena), distribuita nelle due specie di pane e vino, e dalla predicazione della parola di Dio.
Sulla messa (il termine "messa" è attualmente mantenuto solo nel luteranesimo scandinavo) la confessio Augustana afferma: 
 In realtà l'uso del latino, testimoniato fino al XVIII secolo, scomparve nel XIX secolo. Vengono inoltre abolite le messe private, e la comunione è considerata presenza reale ma non fisica (consustanziazione).
(Confessio Augustana art. X)
Nella liturgia luterana particolare importanza riveste la musica. Lutero stesso compose diversi inni in tedesco, traducendo o parafrasando salmi e inni latini. Tra questi il più famoso, considerato quasi come l'inno ufficiale del luteranesimo, è la parafrasi del salmo LXI Ein feste Burg ist unser Gott (Una salda rocca è il nostro Dio).
Anche la musica d'organo ebbe notevole sviluppo, specialmente nel XVIII secolo. La musica sacra sia corale che organistica ebbe in Johann Sebastian Bach il maggior esponente, che scrisse anche numerose cantate sacre per ciascuna domenica dell'anno liturgico della chiesa di Lipsia.
A differenza della Messa cattolica, che esclude dalla piena partecipazione i non battezzati o chi non è "in grazia di Dio" (ad esempio chi non ha ottenuto l'assoluzione non può accedere alla comunione sacramentale cioè fisica ma solo alla comunione spirituale), secondo gli evangelici luterani tutti i battezzati da chiese cristiane possono partecipare pienamente alla Santa Cena, che siano evangelici, cattolici od ortodossi, sicuri nella fede o con dubbi. Nel protestantesimo, come anche in altre confessioni come la cattolica, chi crede alla dottrina del sola fide ma non fa parte della chiesa o non può partecipare per motivi appurati (logistici, di salute) alla messa luterana, è comunque considerato in comunione con i fedeli, parte della chiesa invisibile e dispersa, concetto partito, in ambito protestante, da Zwingli nel calvinismo (includendo anche i non cristiani che vivono rettamente) e poi ripreso dal pietismo luterano.

## Diffusione
Molti luterani si riuniscono dal 1947 nella Federazione luterana mondiale. Altri, per divergenze a livello dottrinale, hanno scelto di riunirsi in altre associazioni, come il Concilio Luterano Internazionale e la Conferenza Evangelica Luterana Confessionale. Sono diffusi soprattutto in Germania e Scandinavia, ma anche in Finlandia, Estonia, Lettonia, Stati Uniti d'America e infine Etiopia.
In Italia sono presenti in diverse città. Le comunità luterane in Italia sono riunite nella CELI (Chiesa evangelica luterana in Italia), con comunità principalmente in lingua tedesca (in alcuni casi bilingue italo-tedesca) e una comunità di sola lingua italiana (come Torre Annunziata) e nella Chiesa Protestante Episcopale (in precedenza chiamata Chiesa Protestante Unita), conservatrice nella dottrina ma fortemente liberale nell'etica e che si concepisce come la chiesa luterana di lingua italiana (con talvolta Servizi Divini in inglese e francese per gli stranieri non germanofoni). Esistono inoltre una sezione italiana della Chiesa di Svezia e altre chiese luterane minori (come la Chiesa Luterana Confessionale Italiana, fondata da luterani cechi) e a diffusione limitata. Ci sono circa 7000 luterani ufficiali in Italia, un numero molto minore rispetto ad altre chiese protestanti (evangelicali pentecostali, valdesi, metodisti e riformati).
In Germania sono presenti nella Chiesa evangelica in Germania e nella Chiesa evangelico-luterana indipendente e i luterani sono la confessione cristiana maggioritaria.
Negli Stati Uniti d'America ci sono molteplici gruppi di chiese luterane, tra cui la Chiesa evangelica luterana in America, la Lutheran Church–Missouri Synod, American Association of Lutheran Churches, Wisconsin Evangelical Lutheran Synod.
In Etiopia esiste la Chiesa evangelica etiope Mekane Yesus.

## Luterani socialmente impegnati
In ambito luterano, il teologo e pastore Albert Schweitzer (premio Nobel per la pace), missionario in Africa, inseriva spesso delle riflessioni sul rispetto per gli animali nelle proprie prediche; ha scritto tra l'altro: 
(Citato in Edmondo Marcucci, Che cos'è il vegetarismo, AVI, 1966, pp. 22-23.)
Tuttavia, in un resoconto scritto dal Dr. Edgar Berman, si suggerisce che Schweitzer abbia consumato fegato fritto durante una cena domenicale a Lambaréné.
Uno dei protagonisti della resistenza al Nazismo, Dietrich Bonhoeffer, è stato un teologo luterano tedesco, così come la Chiesa confessante nacque da una scissione della Chiesa luterana tedesca in funzione originariamente antinazista. Anche i due principali fondatori del gruppo cristiano interconfessionale antinazista della Rosa Bianca, Hans e Sophie Scholl, erano di famiglia luterana.